# Pyrgini
De Pyrgini zijn een geslachtengroep van vlinders in de onderfamilie Pyrginae van de familie dikkopjes (Hesperiidae). De hier gegeven samenstelling van deze tribus volgt Warren et al. (2009).

## Geslachten
- Pyrgus Hübner, 1819
- Anisochoria Mabille, 1876
- Antigonus Hübner, 1819
- Carrhenes Godman & Salvin, 1895
- Celotes Godman & Salvin, 1899
- Clito Evans, 1953
- Cornuphallus Austin, 1997
- Diaeus Godman & Salvin, 1895
- Eracon Godman & Salvin, 1894
- Heliopetes Billberg, 1820
- Heliopyrgus Herrera, 1957
- Onenses Godman & Salvin, 1895
- Paches Godman & Salvin, 1895
- Plumbago Evans, 1953
- Pseudodrephalys Burns, 1999
- Spioniades Hübner, 1819
- Systasea Edwards, 1877
- Timochreon Godman & Salvin, 1896
- Trina Evans, 1953
- Xenophanes Godman & Salvin, 1895
- Zobera Freeman, 1970
- Zopyrion Godman & Salvin, 1896